# Правовые гарантии
Правовы́е гара́нтии (или надлежащая правовая процедура) — свод правил, в соответствии с которым государство должно уважать все законные права, принадлежащие человеку. Правовые гарантии уравновешивают полномочия государства с законом страны, защищая частных лиц от властей. Если государство причиняет ущерб человеку и за этим не следует надлежащая правовая процедура, это является нарушением правовых гарантий и противоречит норме права.
Правовые гарантии часто интерпретируются как нечто ограничивающее законы и процессуальные действия (см. процедура рассмотрения дела с надлежащим соблюдением норм материального права), когда судьи (а не законодатели!) могут определять и гарантировать фундаментальную справедливость и свободу. Эта интерпретация была признана спорной, она сходна с понятиями естественного права и процедурной справедливости, используемыми в ряде стран. Эта интерпретация правовых гарантий иногда выражается как принуждение государства быть справедливым по отношению к народу и не применять к нему физических мер воздействия.
Правовые гарантии не применяются в современном английском праве, хотя два понятия близки им — это естественное право (которое обычно применяется лишь к решениям административных ведомств и некоторым видам частных организаций вроде профсоюзов) и британский конституционный принцип нормы права, описанный А. В. Дайси и другими. Однако ни одно из этих понятий чётко не соответствует американскому принципу правовых гарантий, который в настоящее время содержит много подразумеваемых прав, отсутствующих в древнем или современном понятии правовых гарантий в Англии.
Правовые гарантии возникли из статьи 39 Великой хартии вольностей в Англии. Когда английское и американское право постепенно разошлись, правовые гарантии в Англии не сохранились, а в США были включены в Конституцию.

## История

### Великая хартия вольностей
В статье 39 Великой хартии вольностей Иоанн Английский гарантирует следующее: «Ни один свободный человек не будет арестован или заключён в тюрьму, или лишён владения, или объявлен стоящим вне закона, или изгнан, или каким-либо (иным) способом обездолен, и мы не пойдём на него и не пошлём на него иначе, как по законному приговору равных его (его пэров) и по закону страны». Великая хартия вольностей сама сразу стала частью этого «закона страны», а статья 61 этой хартии разрешала избрание органа из двадцати пяти баронов для решения большинством голосов, как компенсировать то, что король обязан предоставить, но нарушает обязательство «в чём-либо против кого-либо». Таким образом, Великая хартия вольностей установила в Англии норму права, не только требующую от монархии подчиняться закону страны, но и ограничивающую возможность монархии изменить закон страны. Важно, однако, что в тринадцатом веке эти положения могли относиться лишь к правам землевладельцев, а не обычного крестьянства или сельских жителей.
Впоследствии британскими монархами издавались сокращённые версии Великой хартии вольностей и статья 39 Великой хартии получила номер «29». Выражение надлежащая правовая процедура впервые появилось в установленном законом переводе Великой хартии вольностей от 1354 г. в правление Эдуарда III: «ни один человек, какого бы звания и состояния он ни был, не может быть лишён земли, принадлежащей ему на правах собственности или пользования, схвачен, заключён в тюрьму, или лишён наследства, или предан смерти, не будучи привлечён к ответственности в законном порядке судопроизводства».
В 1608 г. английский законовед Эдвард Кок написал трактат, в котором размышлял о значении Великой хартии вольностей. Кок объяснял, что ни один свободный человек не будет лишён владения иначе, как по legem terrae, закону страны, «то есть по common law, законам или английскому обычаю… то есть, в итоге, в установленном порядке и при надлежащей правовой процедуре…»
И статья Великой хартии вольностей, и последующий статут 1354 г. были снова разъяснены Судом королевской скамьи в 1704 г. (в правление королевы Анны) в деле Королева против Пейти. В этом деле Палата общин лишила Джона Пейти и некоторых других граждан права голоса на выборах и поместила их в Ньюгейтскую тюрьму лишь за нарушения при направлении иска в суд. Суд королевской скамьи в мнении судьи Пауиса объяснил значение «надлежащей правовой процедуры» таким образом:
Опротестовывается то, что, согласно главе 29 Великой хартии, ни один человек не будет арестован или заключён в тюрьму иначе, как по закону страны. На это я отвечу, что lex terrae не ограничивается common law, а включает все другие законы, действующие в этом королевстве; в том числе гражданское и каноническое право... Согласно 28-го года Эдуарда III главе 3, слова lex terrae, использованные в Великой хартии, объясняются буквально как надлежащая правовая процедура; закон означает, что все обязательства должны иметь источник права.
Главный судья Джон Холт возражал против этого дела, поскольку считал, что обязательство в действительности не имело источника. Палата общин стремилась издавать законы в одностороннем порядке, без одобрения Палатой лордов, якобы для регулирования избрания её членов. Несмотря на то что Суд королевской скамьи постановил, что Палата общин не нарушила и не отменила правовые гарантии, Джон Пейти был в конечном счёте освобождён королевой Анной, когда она назначила перерыв в работе парламента.

### Расхождение английского и американского права
На протяжении столетий британской истории многие законы и трактования закрепляли различные требования в рамках как «правовых гарантий», так и «закона страны». Этот взгляд сохранялся скорее в отношении того, что требовалось действующим правом, а не самими правовыми гарантиями. Как объяснил Верховный суд США, требование правовых гарантий в Британии не «затрагивало идею надлежащей правовой процедуры в судебном преследовании и наказаниях за преступления: оно лишь упоминалось в качестве примера и иллюстрации надлежащей правовой процедуры, так как она фактически сохранилась в делах, где применялась по обычаю».
В конечном счёте, редкие ссылки на «надлежащую правовую процедуру» в английском праве не ограничили полномочий правительства; американский профессор юриспруденции Джон Орт написал об этом: «длинные фразы не смогли сохранить свою жизнеспособность». Орт отмечает, что это обычно объясняется развитием в Великобритании теории парламентского превосходства вкупе с враждебностью по отношению к судебному ограничению как антидемократическому зарубежному изобретению.
Учёные иногда толкуют постановление лорда Кока в деле доктора Бонема как введение возможности судебного ограничения, но к 1870-м гг. лорд Кэмпбелл отверг судебное ограничение как «глупую теорию, которая, якобы, была сформулирована в деле доктора Бонема во внесудебном порядке… проблему, над которой должно посмеяться». При отсутствии полномочия судебного ограничения английские суды не имели никаких средств для объявления правительственных законов или постановлений недействительными или нарушающими правовые гарантии. В результате английское и американское право разошлись, так как американские законодатели, напротив, не имели возможности объявить некорректным судебное признание недействительности их законов (за единственным исключением, когда предлагается поправка к Конституции, но поправки принимаются редко). В 1977 г. английский профессор политологии объяснил текущее положение в Англии американским юристам:
Американский специалист по конституционному праву, возможно, был бы здорово удивлён размытостью употребления термина „надлежащая правовая процедура“ в основной массе английских юридических трудов… Теперь правовым гарантиям совсем не отводится места в „Законах Англии“ Холзбери, „Комментариях“ Стивена или „Законе и обычае в Конституции“ Ансона. Этому выражению не посвящены статьи „Судебного словаря“ Страуда или „Правового лексикона“ Уортона.
Двумя сходными понятиями в современном английском праве являются естественное право (которое обычно применяется лишь в отношении решений административных ведомств и некоторых видов частных организаций, например, профсоюзов) и британское конституционное понятие нормы права, выдвинутое А. В. Дайси и другими. Однако ни одно из них полностью не соответствует американской концепции правовых гарантий, которая в настоящее время содержит большое количество подразумеваемых прав, которых в Англии нет ни в древнем, ни в современном понятии правовых гарантий.

### Конституция США
В первые годы существования США термины закон страны и правовые гарантии использовались взаимозаменяемо. Конституция Мэриленда 1776 г., например, была написана языком Великой хартии вольностей и включала выражение закон страны. В Нью-Йорке установленный законом Билль о правах был принят в 1787 г. и содержал четыре различных положения о правовых гарантиях. Александр Гамильтон прокомментировал язык, которым был написан этот нью-йоркский Билль о правах: «Выражение „правовые гарантии“ имеет точное специальное значение и применимо лишь к судебному процессу и рассмотрению дела в судах; оно не может относиться к акту законодательной власти».
Нью-Йорк был единственным штатом, попросившим конгресс добавить формулировку «правовые гарантии» в Конституцию США. Нью-Йорк ратифицировал Конституцию США и предложил в 1788 г. следующую поправку: «Никто не может быть заключён в тюрьму, или лишён земли, принадлежащей ему на правах собственности, или изгнан, или лишён своих прав, привилегий, жизни, свободы или имущества, не будучи привлечён к ответственности с применением надлежащей правовой процедуры».
В ответ на это предложение из Нью-Йорка Джеймс Мэдисон составил для конгресса положение о правовых гарантиях. Мэдисон отбросил часть формулировок и добавил слово без, не предлагавшееся Нью-Йорком. Конгресс одобрил точную формулировку, предложенную Мэдисоном, затем Мэдисон объяснил, что положения о правовых гарантиях будет недостаточно для защиты различных других прав:
Хотя я знаю, что, всякий раз когда основные права, суд присяжных, свобода прессы или свобода совести вызывают сомнение в этом органе [парламенте], их нарушению противостоят компетентные защитники, их Великая хартия вольностей всё же не содержит ни одного положения о гарантированности этих прав, в соблюдении которых народ Америки очень заинтересован.
До 1791 г., когда был ратифицирован федеральный Билль о правах, ни в одной региональной или федеральной конституции в США не использовалось выражение «правовые гарантии». Однако когда Конституция США вступила в силу в 1789 г., в ней содержалось положение о верховенстве, которое устанавливало, что сама Конституция и федеральные законы, принимаемые во исполнение её, становятся верховным «законом страны», а в первые годы существования США термины закон страны и правовые гарантии использовались взаимозаменяемо.

## Применимость
Предоставление правовых гарантий в пятой поправке применимо лишь к действиям федерального правительства. В четырнадцатой поправке содержится фактически та же самая фраза, но она определённо относится к штатам и была расширена Верховным судом США на Пуэрто-Рико. Поэтому эти два положения применимы лишь против государственных деятелей, а не частных лиц. Верховный суд одинаково трактует эти два положения; судья Феликс Фракфуртер однажды объяснил это в совпадающем мнении: «Предполагать, что „надлежащая правовая процедура“ означает одно в пятое поправке и другое — в четырнадцатой,— слишком несерьёзно, чтобы обращать на это внимание».
Пункты о надлежащей правовой процедуре применяются как к «юридическим лицам» (или корпоративным единицам), так и к физическим лицам. Конституции многих штатов также имеют свои правовые гарантии (или их эквивалент), которые по определению или толкованию суда этого штата предоставляют некоторым физическим лицам даже больше защиты, чем по федеральному закону.
Правовые гарантии также применяются при создании налоговых округов, так как налогообложение по сути является отнятием имущества. Перед созданием налогового округа правовые гарантии обычно требуют проведения слушаний.

### Право на правовые гарантии
По Конституции США правовые гарантии ограничивают не только исполнительную и судебную ветви власти, но и законодательную. Например, в 1855 г. Верховный суд США объяснил, что для выяснения, является ли процедура надлежащей правовой процедурой, прежде всего нужно «изучить саму конституцию и определить, не противоречит ли эта процедура какому-либо из её положений».
В случае, если лицо лишено свободы вследствие процедуры, противоречащей какому-либо положению Конституции, пункт о надлежащей правовой процедуре предписывает средство судебной защиты: восстановление свободы этого лица. В 1967 г. Верховный суд постановил, что «мы не можем предоставить штатам возможность формулировки авторитетных средств судебной защиты для ограждения населения от нарушения самими же штатами федерально гарантированных прав».

### Подразумеваемые права на правовые гарантии
В качестве ограничения конгресса, пункт о надлежащей правовой процедуре интерпретировался Верховным судом лишь как предоставляющий средство судебной защиты в случае нарушения других конституционных прав, но кроме того, он имел дополнительные «процессуальную» и «существенную» составляющие, то есть содержал скрытые ограничения процессуальных норм (путей функционирования законов) и существа закона (что̀ требуют или запрещают законы). Теория неперечисленных прав вызывает разногласия. Например, судья Кларенс Томас в особом мнении 2004 г. заявил:
В качестве заглавной сущности пункт о надлежащей правовой процедуре, возможно, лишь требует, «чтобы наше правительство действовало в соответствии с „законом страны“, то есть в соответствии с писаными конституционными и законными положениями».
Несмотря на возражения таких людей, как судья Хьюго Блэк в деле Уиншипа, суды попытались выявить неписаные требования в пункте о надлежащей правовой процедуре, касающиеся как процедуры, так и существа. Разграничение существа и процедуры сложно провести как в теории, так и на практике. Кроме того, существенная составляющая правовых гарантий оказалась ещё более спорной, чем процессуальная, потому что даёт суду важное право опротестовывать федеральные и региональные законы, криминализующие различные виды деятельности.
К середине XIX века надлежащая правовая процедура уже толковалась Верховным судом США таким образом, что «законодательной власти не позволено предписывать что-либо, в чём может быть отказано. Статья [о правовых гарантиях] является ограничением для законодательной власти, равно как и для исполнительной и судебной, и не может быть истолкована как дающая конгрессу свободу объявлять любую процедуру „надлежащей правовой процедурой“ всего лишь по своему собственному усмотрению». Но определение того, в чём собственно заключается это ограничение, стало предметом серьёзных разногласий.

#### Процессуальные правовые гарантии
В США уголовное преследование и гражданские дела обычно ограничиваются подробными гарантиями процессуальных прав по Биллю о правах. Большинство этих прав были введены Четырнадцатой поправкой для штатов. Это, среди прочего, и конституционное право на надлежащую правовую процедуру, которое было широко истолковано как защита человека, при которой законы, постановления и правоприменительные акции должны обеспечивать, чтобы никто не был лишён «жизни, свободы или имущества» без предоставления возможности участвовать в судебном разбирательстве или узнать его результат.
Эта защита рапространяется на все, как гражданские, так и уголовные правительственные дела, которые могут окончиться лишением лица чего-либо: от слушаний по нарушению обещания до административного разбора дела о правительственных доходах и правах и полноценных уголовных судопроизводств. В уголовных делах многие из этих правовых гарантий пересекаются с процессуальными гарантиями, установленными Восьмой поправкой к Конституции США, по которой надёжные процедуры должны защищать невинных людей от казни, которая в этом случае является очевидным примером пытки или наказания, несоразмерных тяжести преступления.
На базовом уровне надлежащая правовая процедура по существу строится на понятии «основной справедливости». Например, в 1934 г. Верховный суд США постановил, что «если обычай или правило нарушает какой-либо принцип справедливости, настолько укоренившийся в традициях и сознании нашего народа, что его можно назвать основным», правовые гарантии являются нарушенными. Суды понимают под этим право человека на своевременное извещение об ответственности или процессуальных действиях, на возможность быть выслушанным в ходе этих действий и на беспристрастное принятие окончательного решения другим лицом или коллегией присяжных.
То есть когда лицо сталкивается с (1) лишением (2) жизни, свободы или имущества, (3) надлежащая правовая процедура устанавливает, чтобы оно получило соответствующее извещение о слушании с участием нейтрального судьи.
Верховным судом был сформулирован принцип баланса интересов, определяющий строгость, с которой требования надлежащей правовой процедуры должны применяться к отдельным лишениям; по понятной причине введение самых строгих требований для самых незначительных лишений привело бы к сбою органов управления. Суд описывает принцип так: «Выявление особых предписаний правовых гарантий обычно требует учёта трёх различных факторов: во-первых, личных интересов, которые будут затронуты ведомствами; во-вторых, риска ошибочного лишения таких интересов и вероятного смысла дополнительных или взаимозаменяющих гарантий, если они имеют место; и в-третьих, интересов правительства, включая его прямые функции и налогово-административные накладные расходы, которые возникнут при дополнительных или взаимозаменяющих процессуальных требованиях».
Надлежащая правовая процедура также была важным фактором развития права личной подсудности: лишение имущества лица, не имеющего никакого отношения к данному штату, по сути несправедливо для судебного аппарата этого штата. По этой причине значительная часть конституционного права США направлена на определение, каких видов отношений с штатом достаточно, чтобы этот штат мог считать человека, не проживающего в нём постоянно, подсудным в рамках надлежащей правовой процедуры.
Требование беспристрастности судьи придало конституционной важности вопросу самоотвода судьи. В частности, Верховный суд постановил, что в определённых обстоятельствах пункт о надлежащей правовой процедуре в Четырнадцатой поправке требует, чтобы судья взял самоотвод из-за потенциального или фактического конфликта интересов. Например, 8 июня 2009 г. в деле Капертон против A. T. Massey Coal (2009) Суд постановил, что судья Верховного апелляционного суда Западной Виргинии не мог участвовать в деле, участником которого являлось лицо, которое способствовало его избранию в этот суд.

#### Существенные правовые гарантии
Термин «существенные правовые гарантии» (СПГ) обычно используется двояко: во-первых, для обозначения особой ветви прецедентного права и, во-вторых, для обозначения особого отношения к судебному ограничению в пункте о надлежащей правовой процедуре. Термин «существенные правовые гарантии» начал устанавливаться в правовых журналах 1930-х гг. как категориальное различие подобранных в них толкований надлежащей правовой процедуры, а к 1950-м гг. дважды упоминался в решениях Верховного суда. СПГ затрагивают проблемы свободы в правовых гарантиях, которые не просто оспаривают процессы и их последствия; в таких делах Верховный суд выявляет конституционную «свободу», которая делает законы, имеющие целью ограничить эту «свободу» либо не снабжёнными исковой силой, либо ограниченными в действии.
Суды выявляли в пункте о надлежащей правовой процедуре и иногда в других пунктах Конституции основные права, которые являются «подразумеваемыми по концепции управляемой свободы». Какие это конкретно права, не всегда ясно, как и непонятно полномочие Верховного суда охранять эти подразумеваемые права. Некоторые из этих прав имеют долгую историю и «глубоко укоренились» в американском обществе.
Суды почти полностью отказались от подхода периода Локнера (ок. 1897—1937), когда существенные правовые гарантии использовались, чтобы опротестовать минимальную заработную плату и трудовые законы для защиты права заключать договоры. С тех пор Верховный суд постановил, что многие другие свободы, неявно фигурирующие в тексте Конституции, также защищены ей. Если бы эти права не были защищены теорией существенных правовых гарантий федеральных судов, они всё же могли бы иметь другие средства защиты; например, возможно, что некоторые из этих прав могут быть защищены другими положениями федеральной или региональных конституций или законодательной властью.
В настоящее время Суд обращает внимание на три типа прав в существенных правовых гарантиях из Четырнадцатой поправки, которая была принята на основании дела США против Carolene Products:
- первые восемь поправок к Биллю о правах (например, Восьмая поправка);
- ограничения политического процесса (например, право голоса, право на объединение и свобода слова) и
- права «обособленных и замкнутых меньшинств».

Суд обычно в первую очередь проверяет наличие основного права, которое бы глубоко укоренилось в американскую историю и традиции. Если право не является основным, суд применяет проверку рационального базиса: если нарушение права может быть рационально связано с законной целью управления, то закон признаётся действительным. Если суд устанавливает, что нарушенное право является основным, он применяет строгую проверку. Эта проверка выявляет, присутствует ли убедительный государственный интерес, ради которого было нарушено право, и не связано ли само это право с государственным интересом.
Проблема частной жизни, о которой не упоминается в Конституции явно, разбиралась в деле Грисуолд против Коннектикута (1965), в котором Суд постановил, что преступный запрет механических противозачаточных средств для супружеских пар нарушал федеральные, обеспеченные правовой санкцией права на неприкосновенность личной жизни. Право на контрацептивы было выявлено в том, что Суд назвал «полутенями», или неотчётливыми границами некоторых поправок, которые, вероятно, касаются определённых прав на неприкосновенность личной жизни. Разумное объяснение в деле Грисуолда, основанное на полутенях, впоследствии было отвергнуто; в настоящее время Верховный суд использует пункт о надлежащей правовой процедуре в качестве основы для различных подразумеваемых прав на неприкосновенность личной жизни. Некоторые (и это никогда не становилось преобладающей точкой зрения) утверждают, что в качестве источника основных, обеспеченных правовой санкцией прав, включая неконкретизированное право на неприкосновенность частной жизни, могла бы применяться Девятая поправка (касающаяся подразумеваемых прав), что было высказано судьёй Гольдбергом в деле Грисуолда.

## Правовые гарантии в странах мира
В ряде стран правовые гарантии признаются в рамках обычного международного права. Хотя зачастую чётко об этом ничего не говорится, но многие страны считают, что они обязаны гарантировать иностранным гостям основной минимальный уровень справедливости. В некоторых странах утверждают, что там вынуждены предоставлять иностранцам не более прав, чем предоставляется их собственным гражданам (по теории национального режима), что означает, что обе эти группы людей будут незащищены от правительства. С распространением международных прав человека и договоров об обращении с гражданами, выехавшими за границу, практические различия между отношением к своим и иностранным гражданам могут изчезнуть.